# 2074 Shoemaker
2074 Shoemaker је Марсов тројански астероид са средњом удаљеношћу од Сунца која износи 1,799 астрономских јединица (АЈ).
Апсолутна магнитуда астероида је 14,0.